# Clase Austin
La clase Austin o clase LPD-4 es una serie de buques de asalto anfibio de la Armada de los Estados Unidos.

## Diseño
Estos LPD (amphibious transport dock), basados en la clase Raleigh, fueron construidos entre 1965 y 1971 para su operación con el Cuerpo de Marines. Tenían 16 000 t de desplazamiento a plena carga y 569 pies (173,4 m) de eslora. El dique permitía el alojamiento de un LCAC, un LCU o bien una combinación de LCM-6 y LCM-8. Su capacidad aérea les permitía operar con seis (6) helicópteros CH-46 Sea Knight o bien tres (3) CH-53 Sea Stallion.
Como armamento, dos cañones Mark 38 de 25 mm y dos Phalanx CIWS.
En 2007 se transfirió el USS Trenton a la marina de guerra de India, donde cambió su nombre a INS Jalashwa. En 2012 el USS Ponce fue convertido en buque auxiliar, luego dado de baja en 2017 y desguazado en 2022.

## Unidades
| Unidad         | Numeral | Asignado | Baja       | Destino                                |
| -------------- | ------- | -------- | ---------- | -------------------------------------- |
| USS Austin     | LPD-4   | 1965     | 2006       | Desguazado                             |
| USS Ogden      | LPD-5   | 1965     | 2007       | Baja                                   |
| USS Duluth     | LPD-6   | 1966     | 2005       | Baja                                   |
| USS Cleveland  | LPD-7   | 1967     | 2011       | Baja                                   |
| USS Dubuque    | LPD-8   | 1967     | 2011       | Baja                                   |
| USS Denver     | LPD-9   | 1969     | 2014       | Baja                                   |
| USS Juneau     | LPD-10  | 1969     | 2008       | Baja                                   |
| USS Coronado   | LPD-11  | 1970     | 2006       | Convertido en buque de mando (AGF-11). |
| USS Shreveport | LPD-12  | 1969     | 2007       | Baja                                   |
| USS Nashville  | LPD-13  | 1970     | 2009       | Baja                                   |
| USS Trenton    | LPD-14  | 1971     | 2007       | Transferido a India (INS Jalashwa).    |
| USS Ponce      | LPD-15  | 1971     | 2017       | Desguazado en 2022.                    |
| Sin nombre     | LPD-16  |          | Cancelado. |                                        |